# Maximilian Pfeiffer
Pour les articles homonymes, voir Pfeiffer.
Maximilien Josef Pfeiffer (né le 21 décembre 1875 à Rheinzabern et mort le 3 mai 1926 à Munich) est un homme politique allemand du Zentrum.

## Biographie
Maximilian Pfeiffer est le fils du professeur de district catholique Franz Xaver Pfeiffer et d'Anna Maria Barbara Bosch et a treize frères et sœurs. Parmi ses frères et sœurs plus jeunes se trouvent l'archiviste Albert Pfeiffer (de) (1880-1948), l'homme politique Anton Pfeiffer (de) (1888-1957) et le diplomate Peter Pfeiffer (de) (1895-1978).
Maximilian Pfeiffer est diplômé du lycée de Spire en 1894. De 1894 à 1898, il étudie la philologie classique, la linguistique comparée et l'histoire de l'art à Berlin, Heidelberg et Munich. En tant qu'étudiant, il devient un membre actif des associations étudiantes catholiques Askania Berlin (de), Palatia Heidelberg (de) et Ottonia Munich dans le KV. Après avoir obtenu son doctorat en philosophie, il réussit également l'examen d'enseignement en 1898. Il devient ensuite bénévole puis assistant à la Bibliothèque d'État de Munich. En 1903, il s'installe à la Bibliothèque royale de Bamberg en tant que secrétaire. En 1909, il est nommé conservateur . À partir de 1912, il est bibliothécaire à la cour et à la bibliothèque d'État de Munich. En 1922, il devient envoyé de l'Empire allemand à Vienne.
Pfeiffer est membre honoraire de la Société royale d'archéologie de Bruxelles. Son domaine de bibliothèque est dans la bibliothèque d'État du Palatinat à Spire.

## Parti politique
Pfeiffer est membre du Zentrum et en est le secrétaire général de novembre 1918 à février 1920. À cette époque, son frère Anton est secrétaire général du Parti populaire bavarois, qui s'est séparé du Zentrum. En 1914, Maximilian Pfeiffer, avec Matthias Erzberger, Liborius Gerstenberger et d'autres hommes politiques du Zentrum, se sont opposés à une candidature du Reichstag pour le Zentrum par le conservateur de droite Martin Spahn, qui doit plus tard se rallier au DNVP.

## Parlementaire
De 1907 à 1918, Pfeiffer est député du Reichstag pour la circonscription de Kronach-Lichtenfels. En 1919/20, il est membre de l'Assemblée nationale de Weimar. De 1920 à 1924, il est de nouveau membre du Reichstag.

## Auteur
Pfeiffer est également actif en tant qu'auteur. Il a écrit des essais, des essais et des poèmes culturels, folkloriques et historiques. Son œuvre la plus connue est le roman historique "Kyrie Eleison" (1925), sur la vie dans la ville médiévale de Spire et la persécution des Juifs à partir de 1349. L'un des principaux personnages positifs est l'évêque Gerhard von Ehrenberg (de) († 1363). Comme le suggère le sous-titre «un roman de juifs et de chrétiens du vieux Spire», l'œuvre tente, contrairement à l'air du temps, d'éveiller la compréhension du judaïsme et d'en brosser un tableau positif. Il est même recommandé par les journaux juifs de l'époque et réimprimé à nouveau en 1984, avec une postface de Karl Heinz Debus, chef des Archives d'État de Spire (de).